# Shallm
Shallm (jap. シャルム) – japoński projekt muzyczny skupiony wokół wokalistki, kompozytorki i autorki tekstów Lia.

## Historia
1 marca 2023 roku zespół wydał swój pierwszy oryginalny utwór „Infinity Hologram” jako Shallm. 18 września tego samego roku podpisała kontrakt w Universal Music Japan z Virgin Music. 11 grudnia zagrali swój pierwszy solowy koncert.
9 października 2024 roku ukazał się ich pierwszy album „charme”.

## Dyskografia

### Album
| # | Tytuł  | Utwory | Informacje                                                | Uwagi                                                                                           |
| - | ------ | --- | --------------------------------------------------------- | ----------------------------------------------------------------------------------------------- |
| 1 | charme | Lista utworów 1. 脳内ディストーション (Nounai Destruction) 2. 白魔 (Hakuma) 3. 境界戦 (Kyoukaisen) 4. ヘミニス (Heminis) 5. if 1/2 6. 花便り (Hanadayori) 7. ハイドレンジアブルー (Hydrangea Blue) 8. G2G 9. センチメンタル☆ラッキーガール (Sentimental☆Lucky Girl) 10. まっさかさマジック! (Massaka Magic!) 11. 閃光バード (Senkou Bird) 12. stardust 13. 暴動 (Boudou) | - Wydany: 9 października 2024 - Dystrybucja: Virgin Music | * Numer katalogowy: Edycja limitowana – CD+DVD – TYCT-69313 Wydanie regularne – CD – TYCT-69321 |